# FC Olympia Hradec Králové
FC Olympia Hradec Králové is een Tsjechische voetbalclub uit Kukleny, Hradec Králové.

## Geschiedenis
De club gaat terug tot het jaar 1901, toen bij de lokale wielerclub een voetbalafdeling werd opgericht. In het seizoen 2016/17 wist FC Hradec Králové ondanks slechts een tweede plek in de ČFL promotie te bewerkstelligen en speelde daarom op het op een na hoogste niveau in Tsjechië, de Fortuna národní liga. Doordat het stadion van de club niet geschikt is voor voetbal op het tweede niveau en de club geen toestemming kreeg het stadion van stadsgenoot FC Hradec Králové te gebruiken, is besloten dat het eerste elftal zich van de club afsplitst, verder gaat als FK Olympia en naar Praag verhuist.

## Naamswijzigingen
- SK Olympia Hradec Králové (Sportovní klub Olympia Hradec Králové)
- TJ Sokol Kukleny (Tělovýchovná jednota Kukleny)
- 1981 – TJ Montas Hradec Králové (Tělovýchovná jednota Montas Hradec Králové)[2]
- 1994 – FC FOMEI Hradec Králové (Footbal Club FOMEI Hradec Králové)
- FC Olympia Hradec Králové (Footbal Club Olympia Hradec Králové)